# Jason David Frank
Pour les articles homonymes, voir Frank.
Jason David Frank, né le 4 septembre 1973 à Covina en Californie et mort le 19 novembre 2022 au Texas, est un acteur et un combattant professionnel d'arts martiaux mixtes (MMA) américain.
Il s'est également illustré dans les films Power Rangers, le film (1995), Power Rangers Turbo, le film (1997), Sirens of the Deep (2000), Paris (2003), The One Warrior (2011), Power Rangers (2017).

## Biographie
Jason David Frank est essentiellement connu pour avoir joué le rôle de Tommy Oliver dans les séries télévisées Power Rangers.
Il est doublé en français par le comédien Patrick Poivey.
Jason David Frank s'identifie également comme un chrétien et dit qu'il a commencé à fréquenter l'église avec sa femme après la mort de son frère. Il a également participé à la création d'une entreprise d'arts martiaux mixtes fondée sur le christianisme intitulée «Jésus n'a pas tapé». Frank a le slogan tatoué sur son avant-bras gauche.

### Carrière

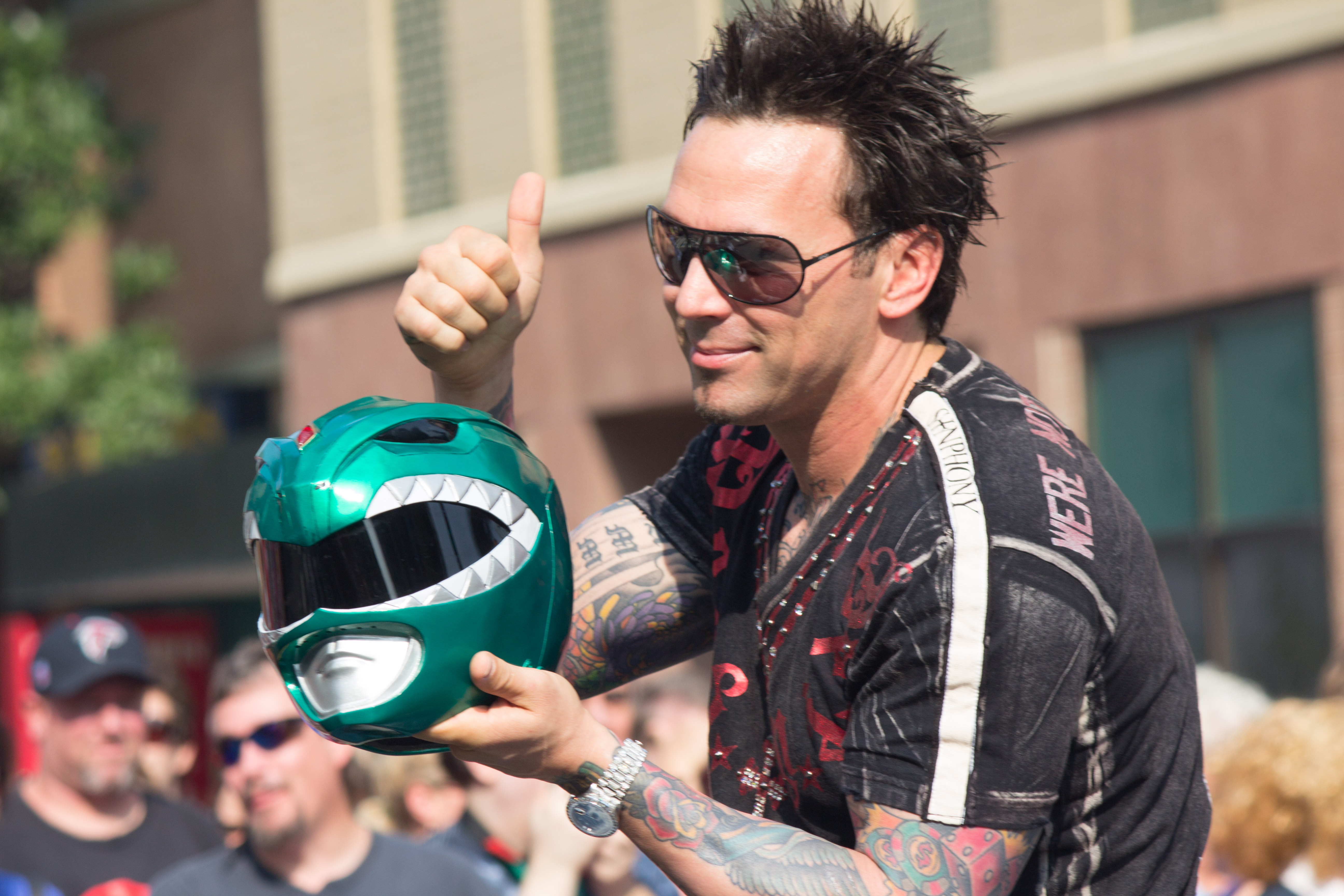
Jason David Frank à la parade du festival Dragon Con 2013.

Jason David Frank a été auditionné à l'origine pour Mighty Morphin Power Rangers dans le pilote pour le rôle de Jason, le Ranger rouge. Il a plus tard essayé à nouveau en 1993 quand il avait 19 ans, et a été placé dans le rôle de Tommy, le Ranger vert. Son personnage devint plus tard le Ranger blanc.
Jason David Frank était censé être le personnage principal Adam Steele dans VR Troopers (à l'origine appelé Cybertron) et a tiré un épisode pilote avant d'être rappelé dans Power Rangers. Selon Frank et Brad Hawkins, le personnage de Hawkins devait remplacer Tommy à l'origine comme Ranger blanc sur Power Rangers. Cependant, en raison de la popularité de Tommy chez les fans de Ranger, Frank y est retourné, Tommy devenant le Ranger blanc.
Après trois saisons, Mighty Morphin Power Rangers est devenu Power Rangers Zeo. La transition fait partie du changement de combinaison Ranger annuel pour correspondre à la variation annuelle de la série Super Sentai. Le personnage de Frank est devenu le Zeo Ranger rouge. L'année suivante, Power Rangers Turbo, il est devenu le premier Turbo Ranger rouge. Pendant la mi-saison, Frank et les autres membres du casting Johnny Yong Bosch (en), Nakia Burrise (en) et Catherine Sutherland (en) ont accepté de partir et ont été remplacés.
Après avoir quitté la série en 1997, Jason David Frank est revenu dans Power Rangers en tant que Zeo Ranger V rouge en 2002 pour l'épisode spécial du 10e anniversaire, intitulé Toujours Rouge, dans Power Rangers Force Animale (réunis avec Austin St. John). Il a ensuite repris son rôle en 2004 dans Power Rangers Dino Tonnerre, en tant que Dino Ranger noir. Pendant son temps de Dino Ranger noir, il a toujours été montré dans des chemises à manches longues pour couvrir ses nombreux tatouages présent sur ses bras. Ce fut aussi le cas lors du Toujours Rouge de Force Animale. Être le Black Dino Ranger était une faveur pour Douglas Sloan. Frank a repris son rôle de Tommy Oliver (en tant que Ranger Vert pour l'épisode) lors de l'épisode final de Power Rangers Super Megaforce.
Jason David Frank a exprimé son intérêt à développer une série parallèle sur le Ranger Vert ou un long métrage après une rencontre avec Stan Lee lors d'une convention de bande dessinée.
Le 13 novembre 2013, Bat in the Sun, chaîne YouTube a publié un épisode de Super Power Beatdown et a présenté Frank comme Ranger blanc contre Scorpion de Mortal Kombat.
Le 5 mai 2015, Jason David Frank est apparu dans la série Bat in the Sun, Super Power Beatdown en tant que Ranger Vert et a battu Ryu de Street Fighter.
Après le succès de la série Super Power Beatdown, Bat in the Sun a commencé à développer une série de réalité Web de Jason David Frank intitulé My Morphing Life. À partir de 2015, la chaine a commencé à diffuser la saison 2.
Jason David Frank apparaît également à la fin de Power Rangers comme un caméo, mais pas comme le Ranger Vert ou Blanc.
En juillet 2019, une campagne de financement participatif pour le film Legend Of The White Dragon, incluant Jason David Frank, Johnny Yong Bosch, Jason Faunt, Ciara Hannah, Yoshi Sudarso, Chrysti Ane, et Jenna Frank, est lancée sur kickstarter.

### Décès
Jason David Frank met fin à ses jours par pendaison le 19 novembre 2022 au Texas à l'âge de 49 ans,.
Des sources policières disent que Jason et sa femme, Tammie Frank, sont arrivés dans un hôtel du Texas le 18 novembre 2022 et se séparaient, et qu'à un moment donné tard dans la soirée, le couple a commencé à se disputer . Des fonctionnaires auraient été appelés pour calmer la situation et la paix aurait été momentanément établie.
Quelques heures plus tard, cependant, aux premières heures du 19, les deux se seraient de nouveau disputés et Jason aurait enfermé Tammie hors de la pièce. Selon TMZ, elle s'inquiétait pour sa sécurité et a fini par appeler la police vers 5 heures du matin pour tenter d'ouvrir la porte de la chambre. Les agents, qui n'ont pas réussi à établir le contact, ont enfoncé la porte et ont trouvé l'acteur mort pendu dans la salle de bain.
L'acteur laisse ses quatre enfants (Jacob, Hunter, Skye et Jenna) avec Tammie. Dans une déclaration au site Web, son équipe a déclaré: « Veuillez respecter la vie privée de la famille et des amis pendant cette période très difficile alors que nous faisons face à la perte d'un être humain aussi merveilleux. Il aimait beaucoup sa famille, ses amis et ses fans. il va vraiment nous manquer. »

## Lutte et arts martiaux
Avec sa connaissance de nombreux styles différents d'arts martiaux, Jason David Frank a recueilli les applications les plus pratiquées, les a modifiées avec ses propres philosophies et a créé son propre mélange de karaté américain " Toso Kune Do". Le 28 juin 2003, il a été intronisé au Temple de la renommée du World Karate Union. Frank est apparu au Arnold Classic le 29 février 2008 à Columbus, dans l'Ohio.

## Arts martiaux mixtes

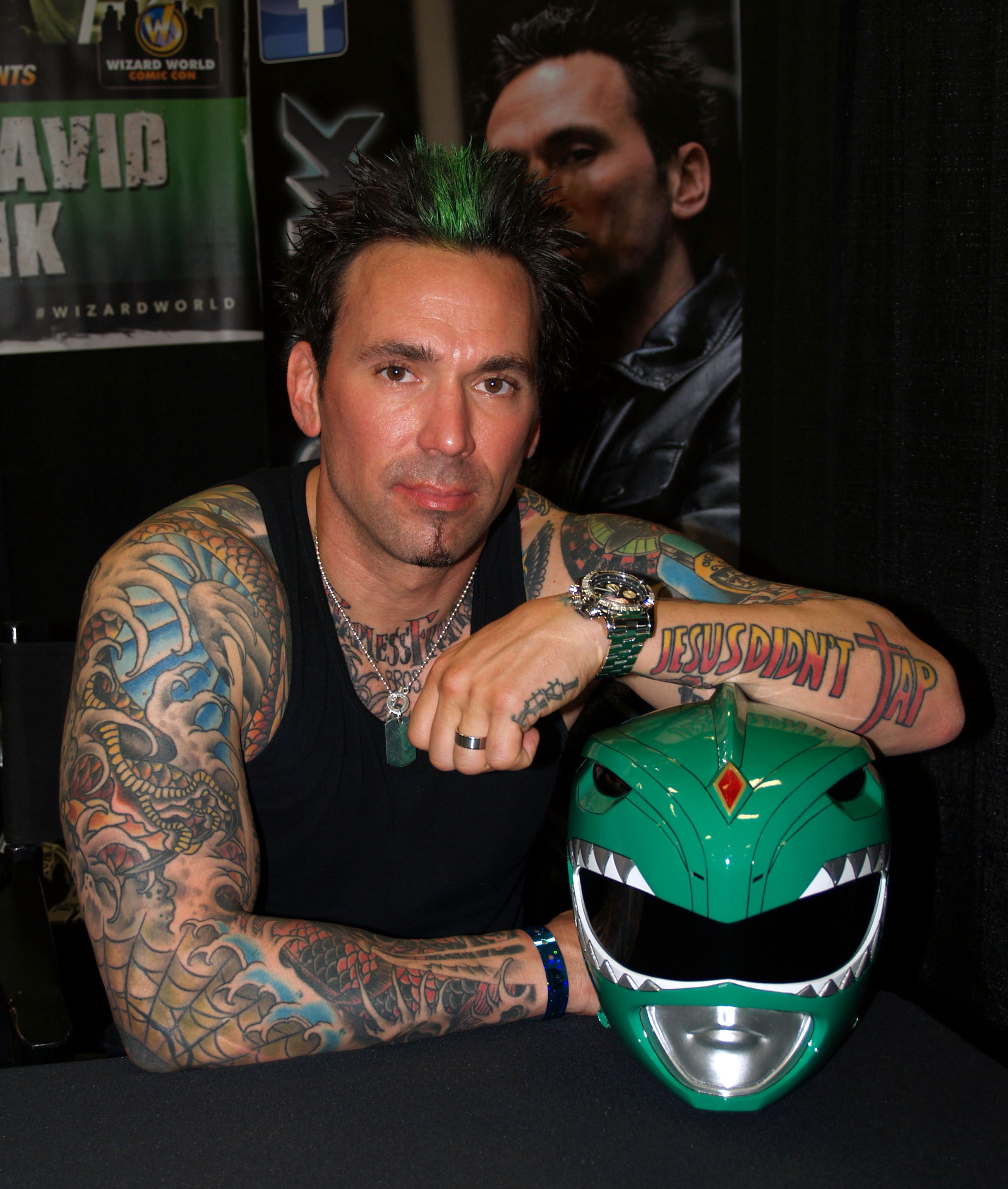
Jason David Frank en 2013 pendant une promotion MMA.

Jason David Frank s'intéresse également aux arts martiaux mixtes. Il était prévu de se battre contre Ron « The Badger » McMasters le 23 juin 2007, au Williamson County Pavilion à Marion, dans l'Illinois. Cependant, Frank a quitté le combat car il n'a pas apprécié que l'événement soit modifié d'une bataille de MMA à un match de boxe d'exposition parce que son adversaire n'a été formé que dans la boxe et parce qu'il a estimé qu'un match d'exposition où les deux combattants sont les gagnants déclarés n'avaient pas de sens. Le 21 août 2009, Frank a officiellement annoncé sa signature avec SuckerPunch Entertainment, une société de marketing et de gestion sportive spécialisée dans le MMA. Il a commencé à s'entraîner avec le poids léger Melvin Guillard de l'UFC. Frank a fait ses débuts très attendus de MMA pour la United States Amateur Combat Association lors du premier événement de la société Lonestar Beatdown: Houston le 30 janvier au Houston Arena Theatre.
Il a défait Jonathon « Mack Truck » Mack dans le premier tour par la soumission d'omoplate. Frank a combattu lors de son deuxième combat à Lonestar Beatdown : Dallas le 19 février à Arlington, au Texas. Son adversaire était Chris Rose qui a fait son entrée en anneau en portant une robe Teenage Mutant Ninja Turtles . Frank a vaincu Rose au tour 1 par TKO (Strikes). Le 8 mai 2010, il a combattu pour le Texas Rage dans la Cage Amateur Association Cage Rage 7 dans State Farm Arena à Hidalgo, au Texas. Son adversaire était James Willis. Frank a vaincu Willis via KO dans 23 secondes du premier tour avec un genou croissant.
Jason David Frank devait faire ses débuts avec Ultimate Warrior Challenge lors de son prochain événement le 22 mai contre James « Ray » Handy Jr. dans un match de poids lourd. Le 21 mai, Frank avait annoncé sur sa page officielle Facebook que James Handy était blessé et Carlos Horn le remplaçait, changeant le combat contre un poids lourd. Frank a vaincu Horn dans le premier tour par une soumission d'armbar. Depuis qu'il s'est avéré professionnel, Frank a exprimé son intérêt à signer un accord avec Strikeforce et à combattre Herschel Walker.
Jason David Frank a annoncé sur sa page de fan de Facebook qu'il serait prévu de faire ses débuts professionnels le 4 août 2010 à Houston à Puro Combate # 1. Il a combattu au poids lourd, son adversaire étant José Roberto Vasquez. Frank a remporté ses débuts pro MMA rapidement au moment de 0:46 dans le premier tour par une soumission de starter arrière nue. Frank a été programmé pour un combat de poids lourd léger le 9 décembre 2010 à Puro Combate 3. Le combat a été annulé le 8 décembre en raison de son adversaire disqualifié pour raison médicale. Il était alors prévu de faire face à Shawn Machado le 22 juillet 2011 au Legacy FC 7. Cependant, en raison d'une possible déchirure au biceps, le combat a été annulé. Un jour après que CM Punk a annoncé son arrivée à l'UFC, et Dana White a estimé qu'il aurait besoin d'un adversaire débiteur avec un dossier similaire, Frank a offert ses services par Instagram et Facebook.

## Filmographie
Sauf indication contraire, les informations mentionnées dans cette section peuvent être confirmées par la base de données cinématographiques IMDb,  présente dans la section « Liens externes ».

### Télévision
- 1993 - 1996 : Power Rangers : Mighty Morphin (Mighty Morphin Power Rangers) - 118 épisodes : Tommy Oliver / le Ranger vert puis le Ranger blanc
- 1994 : VR Troopers - 1 épisode : Adam Steele
- 1996 : Power Rangers : Zeo - 50 épisodes : Tommy Oliver / le Ranger Zeo rouge
- 1996 : Les jumelles de Sweet Valley High (Sweet Valley High) - 4 épisodes : A.J.
- 1996 : La Vie de famille - 1 épisode : Skull
- 1997 : Power Rangers : Turbo - 19 épisodes : Tommy Oliver / le Ranger Turbo rouge
- 2002 : Power Rangers : Force animale (Power Rangers: Wild Force) - 1 épisode : Tommy
- 2004 : Power Rangers : Dino Tonnerre (Power Rangers Dino Thunder) - 38 épisodes : Dr. Tommy Oliver / Dino Ranger noir
- 2014 : Power Rangers : Super Megaforce - 1 épisode : Tommy Oliver / le Ranger vert
- 2018 : Ninjak vs. the Valiant Universe : Bloodshot
- 2018 : Power Rangers : Super Ninja Steel - épisode 10 : Tommy Oliver / le Ranger vert

### Cinéma
- 1995 : Power Rangers, le film : Tommy Oliver / le Ranger blanc
- 1997 : Power Rangers Turbo, le film : Tommy Oliver / le Ranger Turbo rouge
- 2000 : Sirens of the Deep :
- 2003 : Paris de Ramin Niami : Chad
- 2011 : The One Warrior
- 2017 : Power Rangers : un habitant d'Angel Grove (caméo)